# تيخيدا دي تايتار
بلدية تيخيدا دي تايتار (بالإسبانية: Tejeda de Tiétar)‏، هي بلدية تقع في مقاطعة قصرش والتي تقع في منطقة إكستريمادورا، غرب إسبانيا.
يبلغ عدد سكانها 1.015 نسمة وفقاً لإحصائية سنة (2002).